# Лілійка пізня
Лілійка пі́зня, або лло́йдія пі́зня (Lloydia serotina) — багаторічна рослина родини лілійних, релікт льодовикового періоду. Вид занесений до Червоної книги України у статусі «Рідкісний». Декоративна культура. Свою видову назву отримала через порівняно пізній строк цвітіння.

## Опис
Невеличка трав'яниста рослина 5-25 см заввишки, геофіт. Цибулина вузька, видовжена, обгорнута разом з нижньою частиною стебла темно-бурими волокнистими рештками торішніх листків. Стебло 5-15 см заввишки, з 3-5 стебловими листками, прямостояче, при достигання плодів не полягає. Прикореневих листків два, вони ниткоподібні (1 мм завширшки), 15-35 см завдовжки, довші за стебло, інколи майже в два рази (наприклад, у карпатського підвида). Стеблові листки коротколанцетні, розширені до основи, 1-2,5 см завдовжки, верхні менші від нижніх. Завдяки дрібному вузькому листю до цвітіння лілійку пізню важко відрізнити від злака.
Квітки поодинокі (рідше по 2), двостатеві, актиноморфні, дзвоникоподібні, прямостоячі. Листочки оцвітини ланцетні обернено-яйцеподібні, тупі, 9-15 мм завдовжки. Вони забарвлені у білий колір, при основі мають жовту пляму, а також три червонувато-фіолетові жилки. Нектарники мають вигляд поперечної складки, у заглибині над якою накопичується нектар. Тичинки та стовпчик коротші за оцвітину.
Плід — обернено-яйцеподібна або куляста, тригранна коробочка 6-8 мм завдовжки. При достиганні вона розтріскується у верхній частині гнізд. Насінини численні, пласкі, у формі напівмісяця.

## Екологія

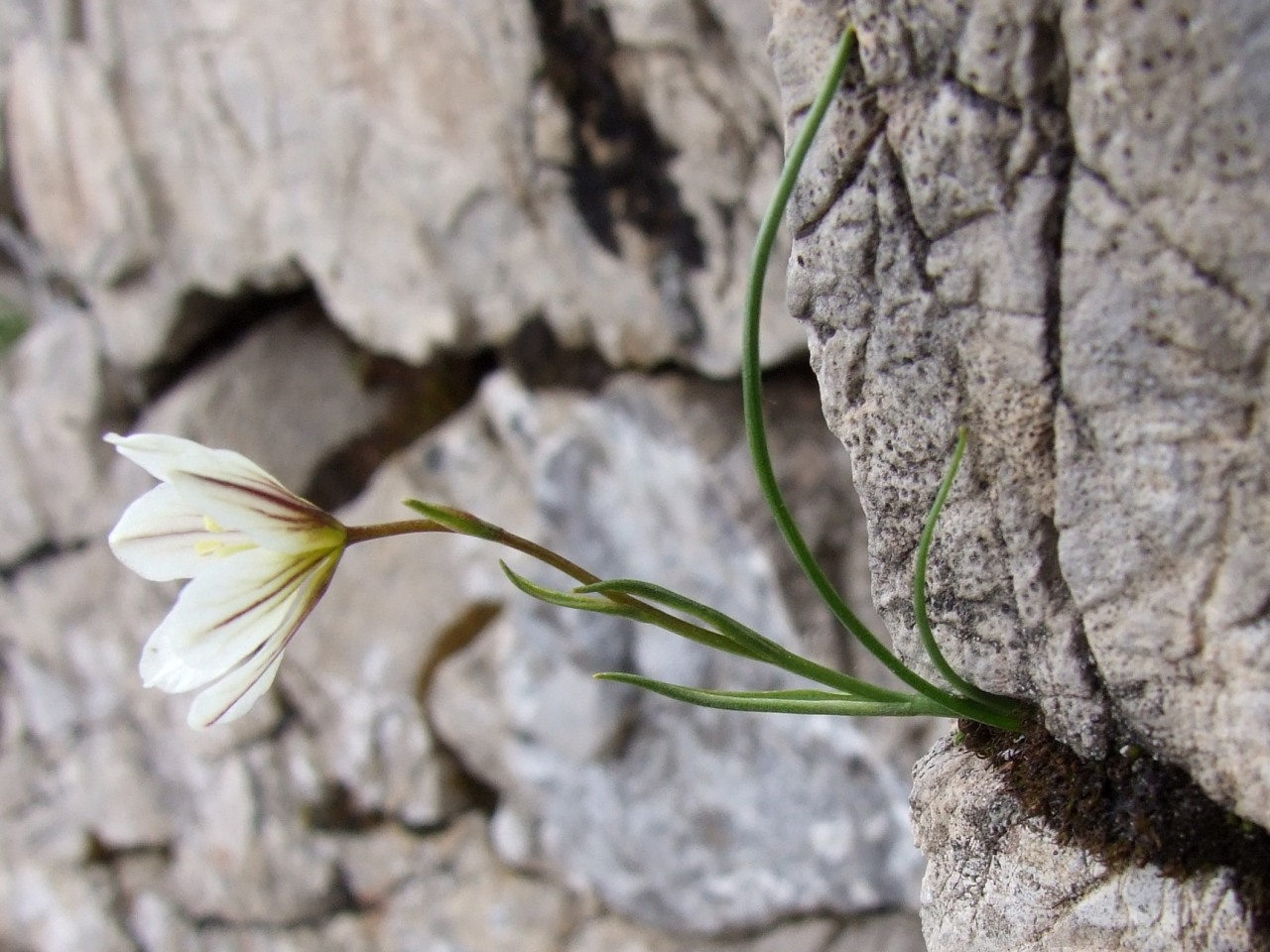
Лілійка пізня у природному середовищі

Зростає у субальпійському й альпійському поясі на висотах 1600-3100 м над рівнем моря. Зазвичай трапляється у щілинах між камінням, на мікротерасах або вузьких карнизах прямовисних скель, часто — на голому або ледь вкритому рештками трави субстраті. Рослина світло- і вологолюбна, морозостійка. Віддає перевагу пухким, добре аерованим, помірно зволоженим, кислим і плодючим ґрунтам, що містять домішки продуктів вивітрювання. Чутлива до перегріву, тому на півдні ареалу росте лише на північних схилах у затінку. Низькі температури і вітри лілійці допомагає переносити своєрідна муфта з решток відмерлого листя, яка покриває цибулину.
Розмножується насінням та вегетативно. Квітне у червні-липні, цьому виду властива протандрія — явище, при якому в межах однієї квітки тичинки достигають раніше за маточку. Квіти запилюються за допомогою вітру, можливе самозапилення та запилення за допомогою короткохоботкових комах, яких приваблює нектар. Плодоносить у серпні-вересні. Насіння вивільняється з плодів при розгойдуванні коробочки (балістохорія).

## Поширення

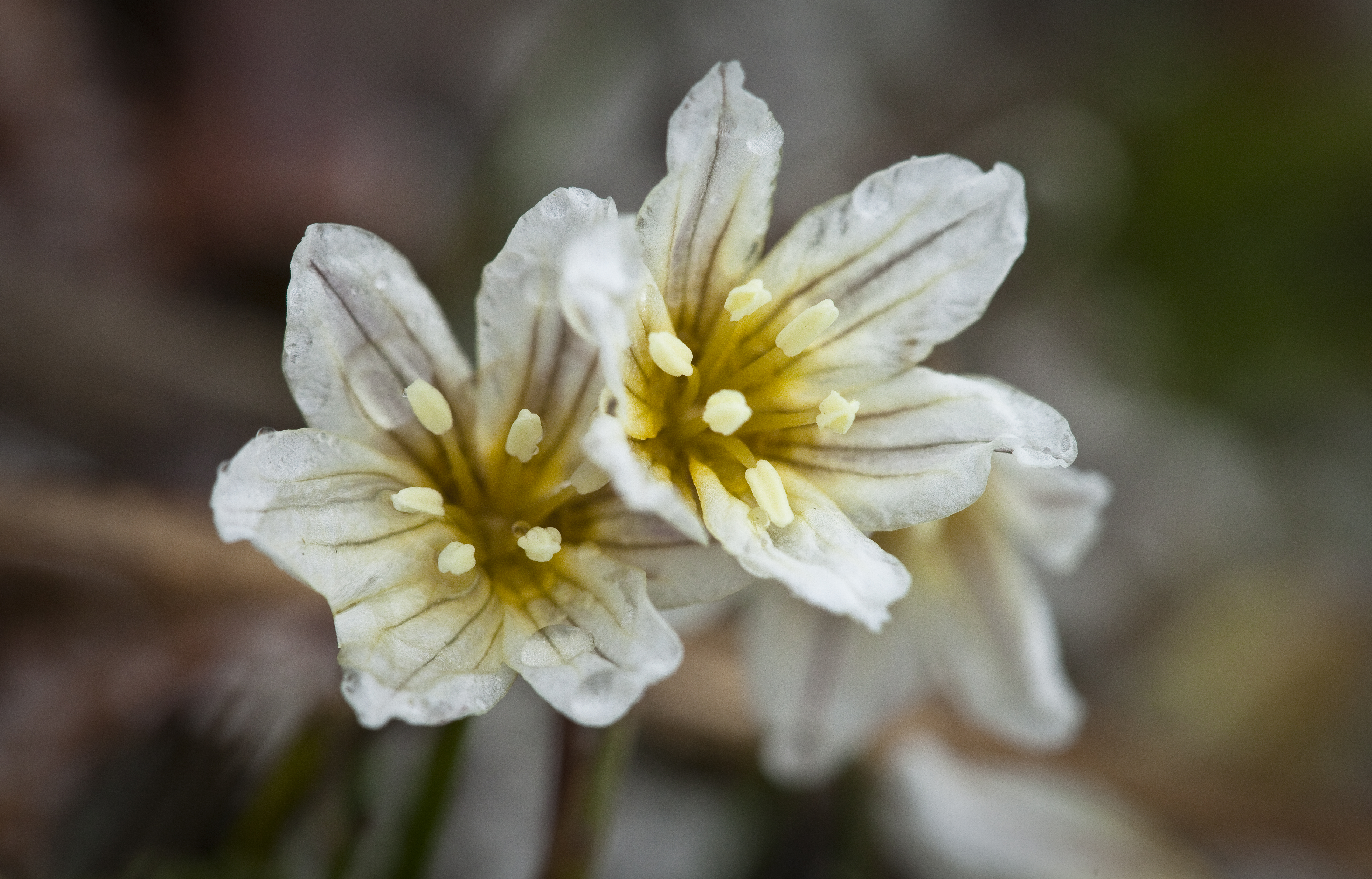
Вигляд квіток зсередини

Лілійка пізня — аркто-альпійський вид з дуже широким ареалом, який охоплює арктичні райони та високогір'я Північної півкулі. В Європі вона зростає в Альпах та Карпатах (зокрема в Татрах і Крконоше), крім того, реліктове оселище існує у Великій Британії на теренах Національного парку Сновдонія. У зв'язку з глобальним потеплінням територія, зайнята британськими популяціями, постійно скорочується (деякі з них налічують лише по 6-16 особин), водночас, на півночі Європи виявлені нові осередки цього виду. На Сході місця зростання розташовані у горах Центральної Азії, Сибіру, Китаю, Корейського півострова, Японії і Непалу. У Північній Америці ллойдія поширена від Аляски до Нью-Мексико.
В Україні усі знахідки цієї рослини були здійснені в межах Івано-Франківської та Закарпатської областей. Переважна більшість рослин виявлена у Мармароському масиві (гора Гропа), на хребтах Свидовець (гора Близниця) і Чорногора (гори Говерла, Петрос, Великі Кози, Смотрич, Шпиці).

## Значення і статус виду
Через вузьку еколого-ценотичну амплітуду вид вважається уразливим. Окрім Червоної книги України він також занесений до «Переліку видів судинних рослин, що підлягають особливій охороні на території Закарпатської області» і до Червоної книги Польських Карпат. У великій небезпеці опинились британські популяції лілійки пізньої: у разі глобального потепління їм загрожує вимирання. Щоб запобігти цьому, британські вчені планують натуралізувати цей вид у горах Шотландії. Окрім кліматичних змін лілійці може зашкодити випасання овець. В Україні рослина охороняється у Карпатському біосферному заповіднику та Карпатському національному парку.
Вирощування лілійки пізньої в альпінаріях цілком можливе, втім, вона мало відома широкому загалу садівників.

## Систематика
Першовідкривачем виду є валійський ботанік Едвард Ллойд, прізвище якого увічнене у родовій назві рослини. Перший науковий опис здійснено Карлом Ліннеєм у 1753 році, але на той час «батько систематики» описав ллойдію під назвою Bulbocodium serotinum. Сучасні молекулярно-філогенетичні дослідження вказують на близьку спорідненість ллойдій із представниками роду Зірочки, тому деякі дослідники вважають за доцільне об'єднати ці роди і, відповідно, описують лілійку пізню під назвою Gagea serotina.

### Субтаксони
- Lloydia serotina var. carpatica Zapał. — лілійка пізня різновид карпатський
- Lloydia serotina subsp. flava Calder & Roy L.Taylor — лілійка пізня підвид жовтий

### Синоніми
- Anthericum serotinum (L.) L., 1762, Sp. Pl. ed. 2: 444.
- Bulbocodium autumnale L.
- Bulbocodium serotinum L., 1753, Sp. Pl.: 294.
- Cronyxium serotinum (L.) Raf.
- Gagea serotina (L.) Ker Gawl., 1816, Quart. J. Roy. Inst. 1: 180.
- Ornithogalum serotinum (L.) Rchb. у J.C. Mössler & H.G.L. Reichenbach, 1833, Handb. Gewächsk. ed. 3, 1: 554.
- Phalangium serotinum (L.) Poir.
- Rhabdocrinum serotinum (L.) Rchb.[1]